# Elojowie
Elojowie – rasa pięknych i niemal tylko młodych ludzi stworzona przez Herberta George'a Wellsa na potrzeby książki science-fiction Wehikuł czasu.
W dalekiej przyszłości ludzie podzielili się na dwa gatunki. Elojowie są potomkami tych, którzy postanowili pozostać na powierzchni. Przypominają do złudzenia ludzi, jednak z wypaczonym, dziecięcym pojmowaniem świata, nieświadomością dobra i zła oraz pozbawionych umiejętności współpracy. Przez stulecia stali się rasą uległą wobec Morloków, którzy traktowali ich bardziej jak zwierzęta hodowlane niż ludzi. Toteż najstarsi ginęli pierwsi, co sprawiało, że Elojowie byli rasą jedynie pięknych i wciąż niewykształconych ludzi.